# Hen 3-1475
Hen 3-1475 oder IRAS 17423-1755 ist ein pre-planetarischer Nebel, der von Karl Gordon Henize 1976 katalogisiert wurde. Das Objekt ist rund 18.000 Lichtjahre vom Sonnensystem entfernt und liegt im Sternbild Schütze am Nordsternhimmel.
Der Nebel weist eine besondere S-förmige Gestalt mit einer Reihe von Knoten auf, deren hellster zudem im Röntgenbereich intensiv leuchtet, wie eine Beobachtung mit dem Chandra-Weltraumteleskop gezeigt hat. Eine spektroskopische Untersuchung mit dem Spitzer-Weltraumteleskop im Infrarotbereich zeigt, dass es sich um einen sauerstoffreichen Stern handelt: Es wurden Absorptionen von Eis und Silicat gefunden, wohingegen Kohlenstoffverbindungen nicht nachzuweisen waren.